# Los pedigüeños
Los pedigüeños es un cuadro de la etapa de madurez del pintor y escultor español Guillermo Silveira (1922-1987), clasificable para el profesor Hernández Nieves dentro de un conjunto de «paisajes naturales y urbanos de apretadas casitas y tejados y, sobre todo, [una amalgama de] escenas con pocas figuras, próximas al espectador, que recubren toda la composición en un claro horror vacui, con las características cabezas inclinadas y los rostros expresivos, ingenuos y tristes». Está pintado al óleo sobre tela y sus dimensiones son de 100 x 81 cm, es decir, las de un «40 figura».

## Historia y características
A la vista de su fecha de realización (1977), se debió pintar en su domicilio estudio de Traseras de Colón n.º 1-1.º 2 (bloque de suboficiales del Ejército del Aire) de la capital pacense, en el que Silveira residió con su familia desde finales de la década de los sesenta hasta últimos de la siguiente.
Artísticamente el estudio de la obra descubre la consecución de un cierto «estilo propio», «sin tributos ni adjetivas subsidiaridades», «por la vía de un formalismo al tiempo monumental e ingenuo», que ya no encaja con el expresionismo subjetivo ni la neofiguración de sus primeras épocas.
Cromáticamente predominan los colores verdosos y rojizos contrapuestos a una serie de tonos complementarios (azules, amarillos), dispuestos en grandes planos delimitados mediante profundas incisiones, lo que remarca el ambiente dramático de la tela. Las frecuentes distorsiones formales con fines expresivos, muy propias del pintor, se hacen presentes en esta en el tamaño excesivo de las manos de la pareja, observable asimismo en una serie de piezas relacionadas con «el mundo del trabajo, de los que sufren», como El maquinista (1975), las dos versiones de Hombres y máquinas de 1984 y 1985 o Tierra parda (1985).
En cuanto al aspecto iconográfico del cuadro cabe destacar la representación de algunos elementos habituales en otras obras del autor como casas abuhardilladas, antiguas pensiones, bidones de alquitrán, rótulos identificativos como en este caso el de la «FONDA DEL MOLINERO AÑO 1912», postes de telégrafo, etcétera.

## Exposiciones
- «Exposición de Pinturas de Guillermo Silveira». Muestra retrospectiva (1959-1984) con ocasión de la Semana Cultural Militar. Sala de exposiciones del Banco de Bilbao (Badajoz), 3-9 de diciembre de 1984 (n.º 6).[2]
- «Guillermo Silveira». Museo Provincial de Bellas Artes. Badajoz, 26 de marzo-31 de mayo de 2009 (n.º 50).[9]
- «Búsquedas». Palacio de los Barrantes-Cervantes. Trujillo (Cáceres), 15 de septiembre-29 de octubre de 2017 (sin numerar).[10]
- «Guillermo Silveira – un puñetazo de alma». Sala Espacio CB Arte de la Fundación CB de Badajoz. Avda. Santa Marina n.º 25, 11-29 de enero de 2022 (sin numerar).[11]